# Немци у Југославији
Југословенски Немци је заједнички назив за све германофоне мањине у бившој Југославији, које су живеле углавном северно од Саве и Дунава. Док је њихов број пре Другог светског рата износио око пола милиона, у државама наследницама Југославије једва да се 10.000 људи декларише као Немци.

## Порекло
Пре Другог светског рата у Југославији је живело око 500.000 људи немачког порекла: у Банату, Бачкој, Срему, Барањи и Славонији то су биле Дунавске Швабе, док су они који су живели у Словенији, неких десет хиљада етничких Немаца (Кочевари, Соричани, као и германофоно градско становништво нарочито оно у Доњој Штајерској), били означавани као Староаустријанци.
Мада бројчано далеко слабији од Дунавске Шваба, групе немачког становништва у Словенији живеле су на југословенском тлу делимично знатно дуже него ови први.
Најстарију групу чинили су становници језичке енклаве у Сорици, који су око 1200. дошли из Хохпустертала. Године 1940. врло стара је била и група од око 12.000 људи из Доње Крањске, чије претке су у 14. веку доселили из Карантаније и Источног Тирола Ортенбурговци. Дунавске Швабе долазе између 17. и друге половине 19. века.
У зависности од порекла, периода миграције и станишта настале су различите група са заједничком културом и дијалектом. Групе су се често држале међусобно, али је било и много бракова између Немаца и локалног становништва, нарочито са хрватским католицима.
Године 1931. број Немаца у Југославији износио је око 500.000.

## Краљевина Југославија
Економско стање Дунавских Шваба у Југославији између два светска рата било је само нешто мало боље него од економског стања Мађара и Срба. Мада је било и доста подунавско-швапских сељака беземљаша, у југословенској земљишној реформи Фолксдојчери нису узимани у обзир. Прве четири школске године настава на матерњем немачком језику била је у великој мери ограничена на један немачки разред по основној школи, али је 1932. наставу похађало 78% подунавско-швапске деце — далеко више него код Фолксдојчера у Словенији. Оскудица у немачким учитељима онемогућавала је бољу снабдевеност наставом на матерњем језику. Немачка странка основана 1922. била је у југословенској скупштини заступљена од 1922. са осморицом, а после 1925. и 1928. са петорицом посланика.
Највеће и најзначајније удружење југословенских Немаца био је Швапско-немачки културни савез (или просто Културбунд), коме је почетком тридесетих година 20. века припадало око 10% Фолксдојчера. Порастом националсоцијализма у Немачкој долази и код Дунавских Шваба до разилажења између традиционалиста католичког кова и националистичко оријентисаних „иноватора“, који су, профитиравши од све већег незадовољства Фолксдојчера у Југославији економским и социјалним положајем, као и од подршке од стране националсоцијалистичке Немачке преко „Централе за Фолксдојчере“, стекли утицај нарочито у Културбунду. Године 1939. националистичко-социјалистички „иноватори“ преовладали су Културбунду, на чијем се врху сада налазио Сеп Јанко. Културбунд је претворен у масовну организацију, која је требало да организује све Немце. Јанко је крајем 1940. тврдио да су 98% Немаца чланови Културбунда.

## Други светски рат
Много војноспособних југословенских Подунавских Шваба служило је током Априлског рата у југословенској војсци и на тај начин стајало насупрот немачкој војсци. Многи су место тога бирали бекство у Штајерску, Угарску или Румунију или се скривали док није пристигла немачка војска. Након капитулације југословенске војске Немци из Бачке су прешли у угарску војску, али су били и позвани да се добровољно пријаве у СС. Али пошто је врло брзо постало јасно да се потребан број добровољаца није дао регрутовати, на то су принудно уписани сви доступни мушкарци рођени између 1900. и 1924. Најмлађи су одведени у Праг на основну обуку а након ње послани на источни фронт. Већина старијих пријављивала се у „Помоћну полицију“, како би заобишли војну службу. Године 1942. основана је 7. СС добровољачка брдска дивизија „Принц Ојген“. Премда је у почетку уведена и даље задржана ознака „добровољачка дивизија“, већ у позиву на регрутацију од 1. марта 1942. указивано је да је регрутација добровољаца као искључива мера за регрутовање Фолксдојчера и у Србији напуштена и да ускоро треба регрутовати регруте екстензивним прикупљањем Фолксдојчера. Сви војно обавезни Немци у Војводини од 17. до 50. године ускоро позвани на оружје под претњом „најстрожих казни“, уколико нису били потребни у пољопривреди. О бројчаном односу између „правих“ добровољаца, регуларних обвезника и оних који су силом присиљени на служење у дивизију „Принц Ојген“, не могу се дати поуздане информације. Наводно је нешто више од половине „добровољаца“ долазило из округа Панчево. Формирањем дивизије „Принц Ојген“ од стране Хајнриха Химлера први пут је одбачен „расни одабир“ и „начело добровољности“ за Вафен СС. Банат је пружао око 22.000 људи у Вафен СС, Бачка око 22.000 људи, Хрватска око 17.000. У Вермахт је отишло мање од 2000 људи. Дивизија „Принц Ојген“ је остала најбоље упамћена по великом броју ратних злочина. Једно од њихових најгорих зверстава збило се крајем марта 1944. у околини Отока. На 7. Нирнбершком процесу против починилаца ратних злочина број њихових жртава је процењен на 2.014. Мушкарци, жене и деца су дословно масакрирани, а села опљачкана. Тужилаштво у Нирнбергу је утврдило да је „добровољство“ било пуко симулирање, свесно заваравање и обмана. Већ од марта 1941, дакле још пре почетка Балканске кампање, Рајх је у великим количинама испоручивао оружје Подунавским Швабама. Успостављена је једна „самоодбрамбена организација“, „Немачко људство“ која је дејствовала у позадини југословенске војске. За служење у организацији „Немачко људство“ од септембра 1942. мобилисани су сви мушкарци између 17 и 60 година, који се нису налазили у активној војној служби. Након капитулације много Подунавских Шваба у Југославији колаборирало је са окупационим (немачким и италијанским) властима и учествовало у пословима окупационих управа. Југословенски службеници у Банату су растерани и замењени Немцима. Марионетска Недићева влада коју су националсоцијалисти довели на власт у Србији признала је Немачку народносну групу у Банату и Србији јула 1941. као јавноправно тело и дала јој самоуправу. Као последица тога, швапска управа је, у тесној сарадњи са немачком војном управом, управљала облашћу која је имала функције државе. У Банату су успостављене полицијске снаге под називом Банатска државна стража, које су сарађивале са немачким окупационим властима.
Пред надирањем Црвене армије Подунавске Швабе су евакуисане. Од 10. септембра 1944. почело је евакуисање у Срему, Славонији и Хрватској. Из средње Славоније немачко становништво је прво пребачено у Срем, одакле се затим у збијеним колонама повлачило преко Барање и јужне Мађарске, да би се крајем октобра домогло границе Рајха код Блатног језера. Евакуисање из Бачке и Баната почело је прекасно. Овде су се томе испречили управа Немачке народносне групе и окупационе власти. Многи су остали иза немачке војске, када је ова кренула у повлачење.
Руководство Титових партизана прогласило је читаву немачку мањину одговорном за ратне злочине које су починили дивизија „Принц Ојген“ и остале паравојне јединице. И послератна југословенска историографија је прихватила такво гледиште. Учествовање Фолксдојчера у рату против Југославије послужило је Титовим партизанима као образложење за немилосрдну политику против немачке мањине, која је детерминисана одлукама АВНОЈ-а од 21. новембра 1944. Овим одлукама Подунавске Швабе су лишене права својине. Већ октобра 1944. почело је хапшење рођака оних који су служили Вафен СС. Хапшени су и они који су били на водећим положајима, често и са својим женама. С тим у вези, долазило је до злостављања и масовних погубљења.
Крајем децембра 1944. Титови партизани депортовали су 27–30.000 Подунавских Шваба из Баната, Бачке и Барање у радне логоре између Харкова и Ростова у СССР-у. Притом су задржали занатлије и квалификоване раднике, јер су им њихове специјалне способности биле потребне у Југославији. Око 16% депортованих помрло је тамо од слабе исхране и лоше здравствене неге. Болесни депортирци су 1945. слани назад у Југославију, а од 1946. на простор касније НДР. После распуштања радних логора преостали депортирци су од октобра/новембра 1949. одвођени такође у НДР.

## Противљење националсоцијалистичком режиму
С друге стране, у Југославији је било и оних Фолксдојчера који су активно учествовали у покрету отпора и оштро критиковали националсоцијализам, нарочито из редова католички оријентисаних немачких удружења у Југославији. Тако је осијечка „Драва“ од 22. априла 1933. најоштрије критиковала тзв. „Махтерграјфунг“ у Рајху. Апатин је био упориште подунавскошвапских католика Југославије. Овде је од 1935. излазио антинационалсоцијалистички католички седмичник „Дунав“. Духовни предводник тих Немаца био је апатински свештеник Адам Беренц, који је тридесетих година био жесток противник националсоцијалистичког режима у Немачкој, који се у Војводини противио покрету Обновитеља и који је, најзад, за време немачке окупације постао значајни активиста отпора. Карл Бетке пише о томе: „Изван Швајцарске нигде у „Тврђави Европа“ се није могло читати на немачком толико пуно критика националсоцијалистичком режиму.“ Новине „Дунав“ забраниле су 1944. мађарске окупационе власти на захтев Немачког рајха. Према Слободану Маричићу до 2.000 Немаца учествовало је у партизанском покрету. Ђурица Лабовић именује примера ради тридесет немачких породица из Земуна, који су били на страни партизана, међу којима је био и земунски комуниста Јаша Рајтер, који је пратио Титу из окупираног Београда. Од око 400 Немаца који су преостали у Кочевском након премештања у Доњу Штајерску већина се се прикључила партизанима

## Експропријација и протеривање немачког становништва
Део немачког становништва који је остао у Војводини након доласка ослободилачке Црвене армије и партизанских јединица суочио се првих недеља са масовним стрељањима, хапшењима, злостављањима, пљачкама, силовањима и принудним радовима. У овим свирепостима учествовао је и један део цивилног становништва. Већ пре него што се у Европи рат завршио, започето је, према одлуци Команде народноослободилачке војске за Банат од 18. октобра 1944, одвођење великог дела Подунавских Шваба у логоре у Југославији. Овом одлуком налагало се између осталог:
- да је свим Немцима забрањено да напуштају своја села без допуштења,
- да сви Немци, који буду напустили своје куће, буду одмах интернирани у логоре,
- да је јавна употреба немачког језика забрањена,
- да се немачки натписи у року од 12 часова уклоне, иначе следи стрељање.

Дана 29. новембра 1944. Команда за Банат, Бачку и Барању издала је налог за интернирање свих мушкараца између 16 и 60 година. До пролећа 1945. 90% немачког становништва било је интернирано, што у централне радне логоре за радно способне мушкарце, што у месне логоре за становништво целих места, што у заточеничке логоре за радно способна лица, жене, децу и старе. Већина осумњичених (немачких) ратних злочинаца већ је била побегла са Вермахтом који је био у повлачењу, оставивши за собом старе и болесне мушкарце, жене и децу. Укупно 214 лица међу Подунавским Швабама је могло бити проглашено за ратне злочинце. У извештају Контролне комисије за Банат од 15. маја 1945. коју је одредило председништво министарског савета каже се да је спровођење „интернације Немаца“ у логорима било противзаконито и да је тамо долазило до злостављања, силовања и до личних богаћења војних и цивилних лица. Долазило је до стрељања; лекарска нега у логорима била је непотпуна; десетине хиљада је умрло услед недовољне исхране и болештина. Јануара 1946. југословенска влада је тражила од западних савезника зелено светло за протеривање југословенских Немаца (којих је према југословенским подацима било 110.000) у Немачку, али је овај захтев одбијен. Године 1949. мање групе Немаца могле су да напусте земљу. Након оснивања Савезне Републике Немачке Југославија је организовала исељавање великог дела преживелих Подунавских Шваба.
У Југославији је око 1940. живело око 550.000 Подунавских Немаца, а 1980. само још 50.000. Данас се њихов број на простору бивше СФРЈ процењује на испод 10.000.
Непријатељски наступ партизана и комунистичког руководства према немачком становништву у Југославији био је горка последица често свирепог понашања једног дела југословенских Немаца, али и њихове тесне сарадње са окупационим властима и супериорне позиције коју су држали у време окупације. У насталој ратној ситуацији суделовање у стрељању талаца или у спаљивању поља и села имало је по југословенске Немце фаталане консеквенце, а за партизане је то био доказ за доследно агресивно и нелојално држање Немаца. Партизанима је за циљ била одмазда над свим противницима „народноослободилачке борбе“, а комунистичком врху потпуна власт у земљи. Број „фолксдојчерских“ партизана и њихових подржавалаца био је тако мален, а чланство у немачкој народносној групи толико велико, да је свега неколицина „Фолксдојчера“ поштеђено од репресија. После четворогодишње окупације над подунавскошвапским становништвом јавила се потреба за одмаздом, следствено чему су „Фолксдојчери“ колективно сматрани ратним злочинцима.
До 1968. примљено је 367.348 лица из Југославије у западне земље, а од тога 73% у Немачку. Ратни и послератни губици немачког цивилног становништва у Југославији износили су 91.464, а готово половина од тога умрла је у логорима. Као војници на немачкој страни умрло је до краја рата 29.745 Подунавских Шваба, од тога 492 у ратном заробљеништву. Број немачког становништва у Југославији износио је према резултатима пописа становништва из 1948. још 57.180 лица и попео се 1953. на 61.500. Између 1950. и 1985. из Југославије је још дошло 87.500 Подунавских Шваба из Југославије што у виду досељеника, што у процесу спајања породица.
Тек од краја комунистичке владавине почетком 1990. у земљама наследницама Југославије створени су предуслови за другачију оцену о улози Подунавских Шваба. До тада у југословенској историографији није било приче о отпору Фолксдојчера националсоцијализму. Друго оправдање авнојских одлука, које су погодиле и противнике нацизма, није могло да се пронађе. Историчар Зоран Жилетић пише о томе: „Славна историја партизанског ратовања није се могла замислити без демонизације Подунавских Шваба на којој је и изграђена, нити је још увек замислива.“